# Schloss Taxis (Trugenhofen)

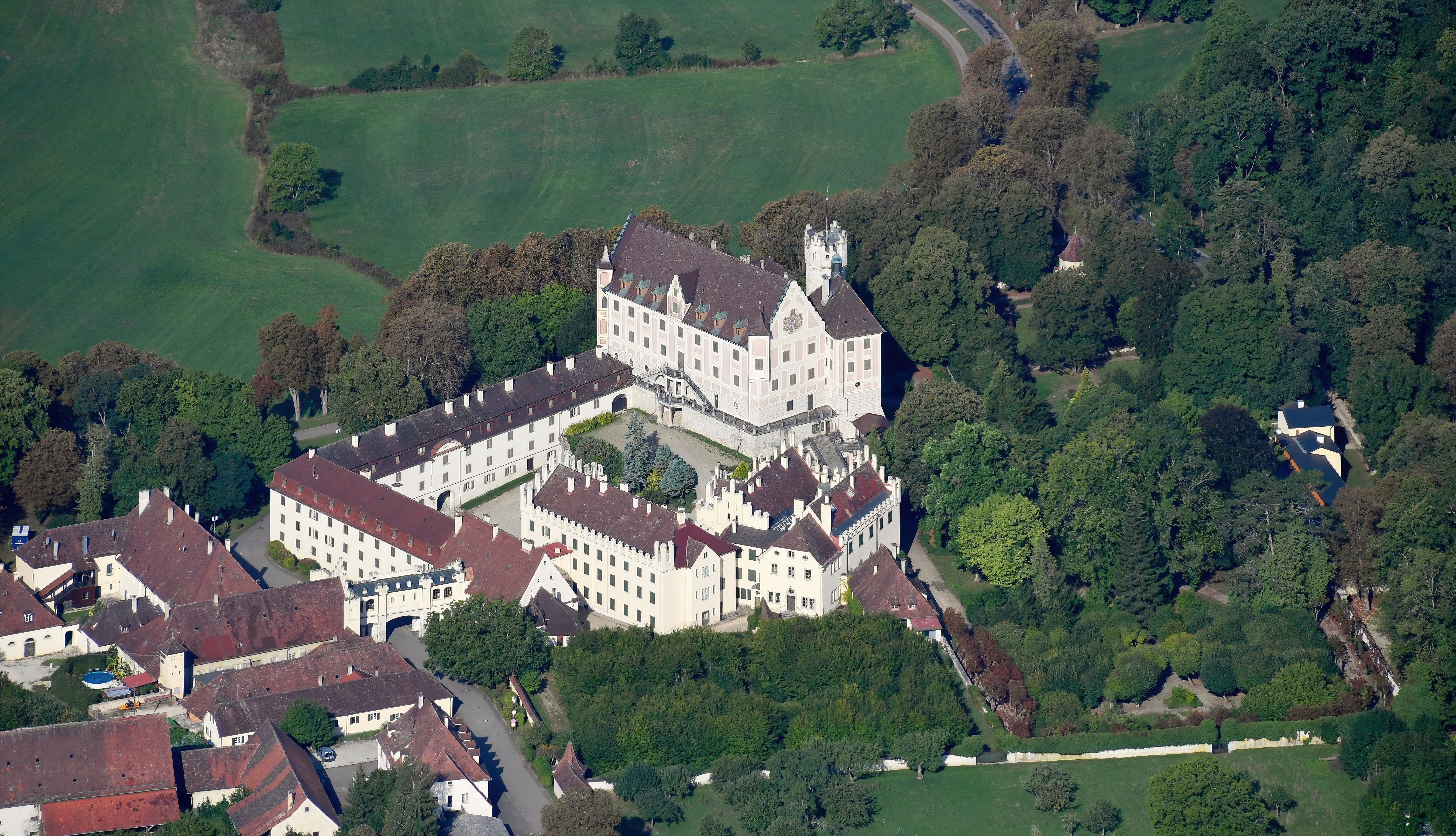
Schloss Taxis aus der Vogelperspektive

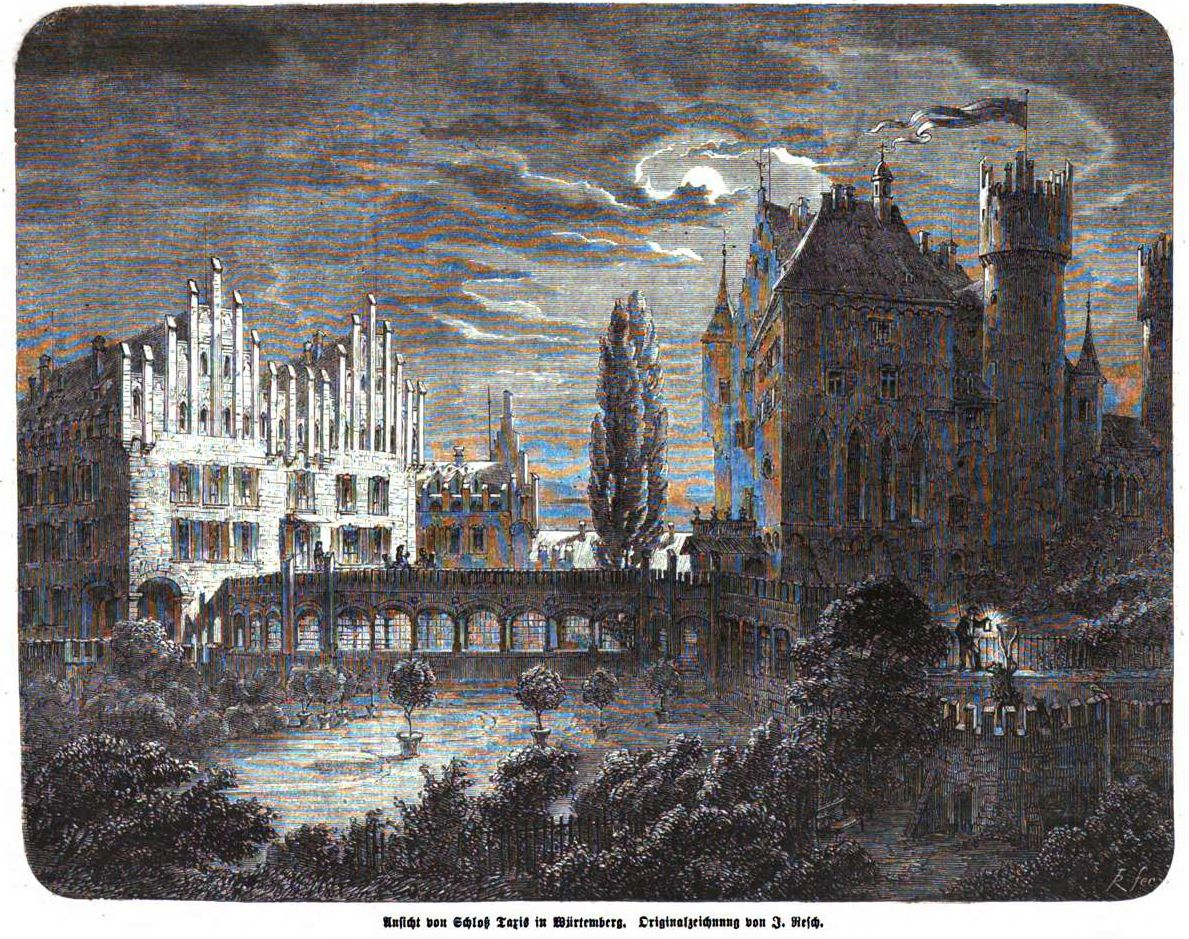
Schloss Taxis, 1867. Grafik von Josef Resch

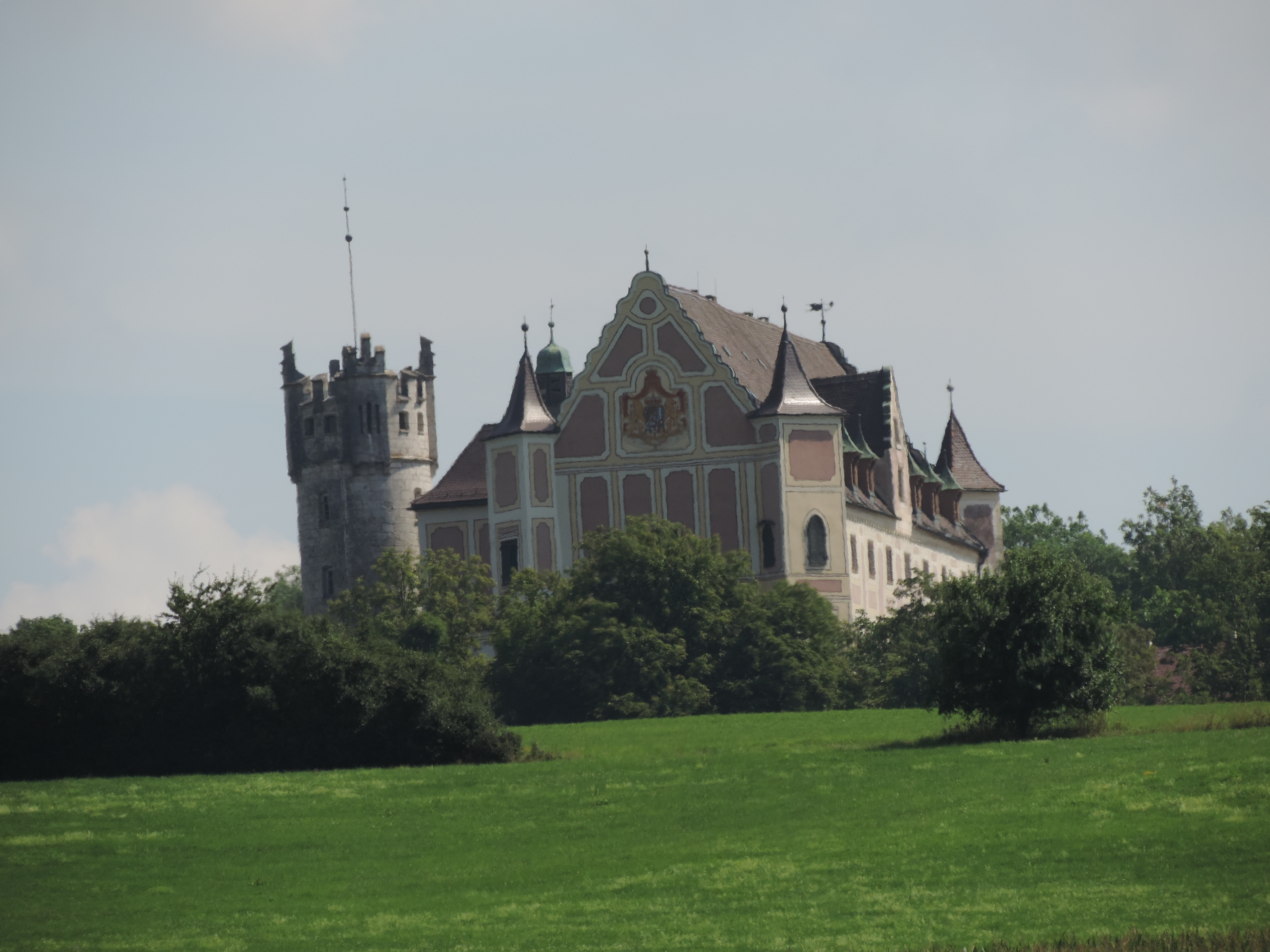
Blick auf die Westfront des Schlosses

Schloss Taxis, auch Schloss Trugenhofen genannt, steht in Dischingen im Landkreis Heidenheim in Baden-Württemberg. Es besteht aus mehreren Gebäuden, unter anderem dem Cavalierbau, dem Theaterbau, dem Kapellenbau, dem Prinzenbau sowie dem Fürstenbau im unteren und oberen Schlosshof.
Im ehemaligen Küchenbau war ein Jagdkundemuseum untergebracht. Das Schloss kann nicht besichtigt werden, aber der an das Schloss angrenzende Englische Wald ist für die Öffentlichkeit zugänglich.

## Geschichte

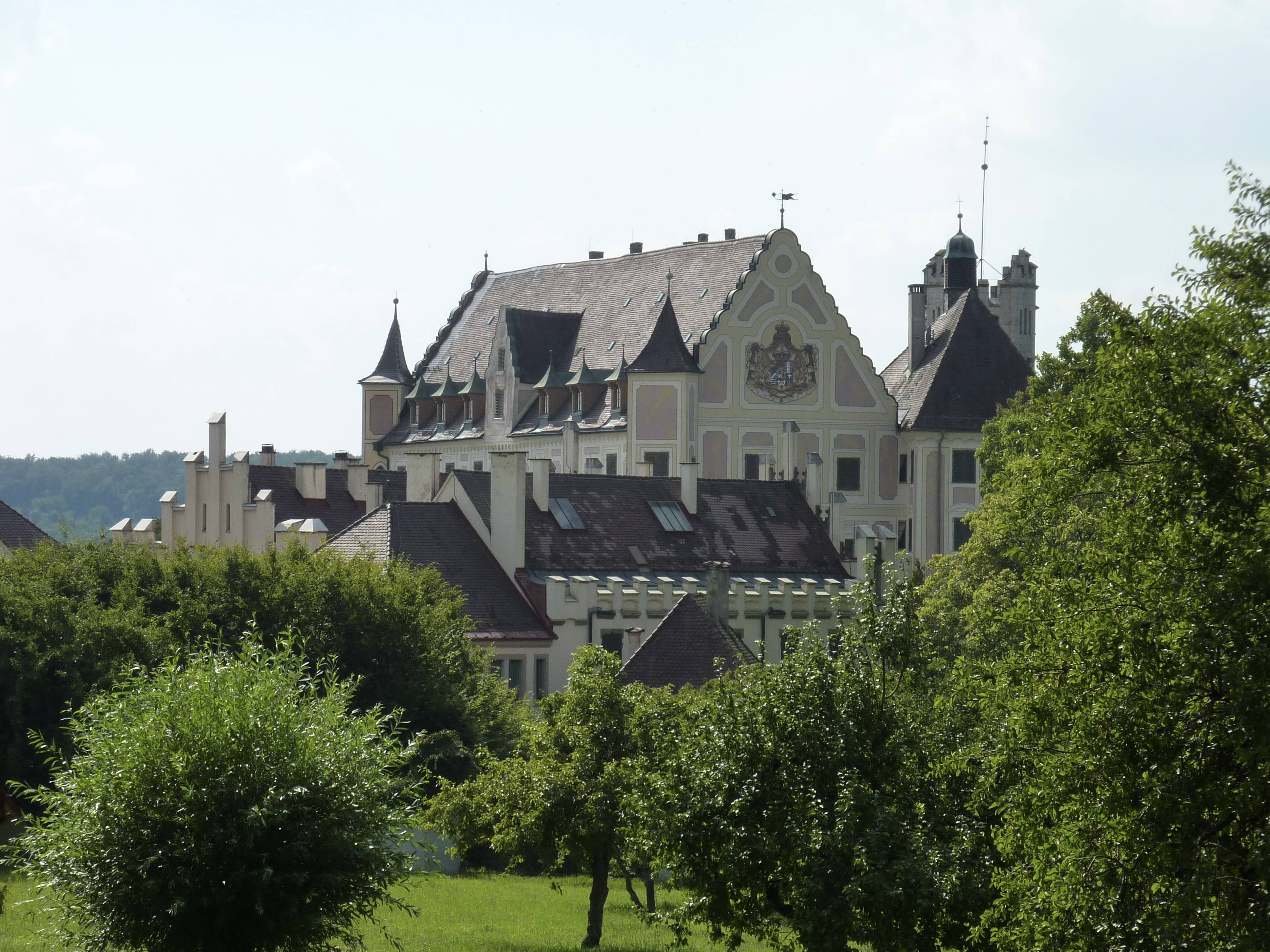
Blick von Osten auf Schloss Taxis

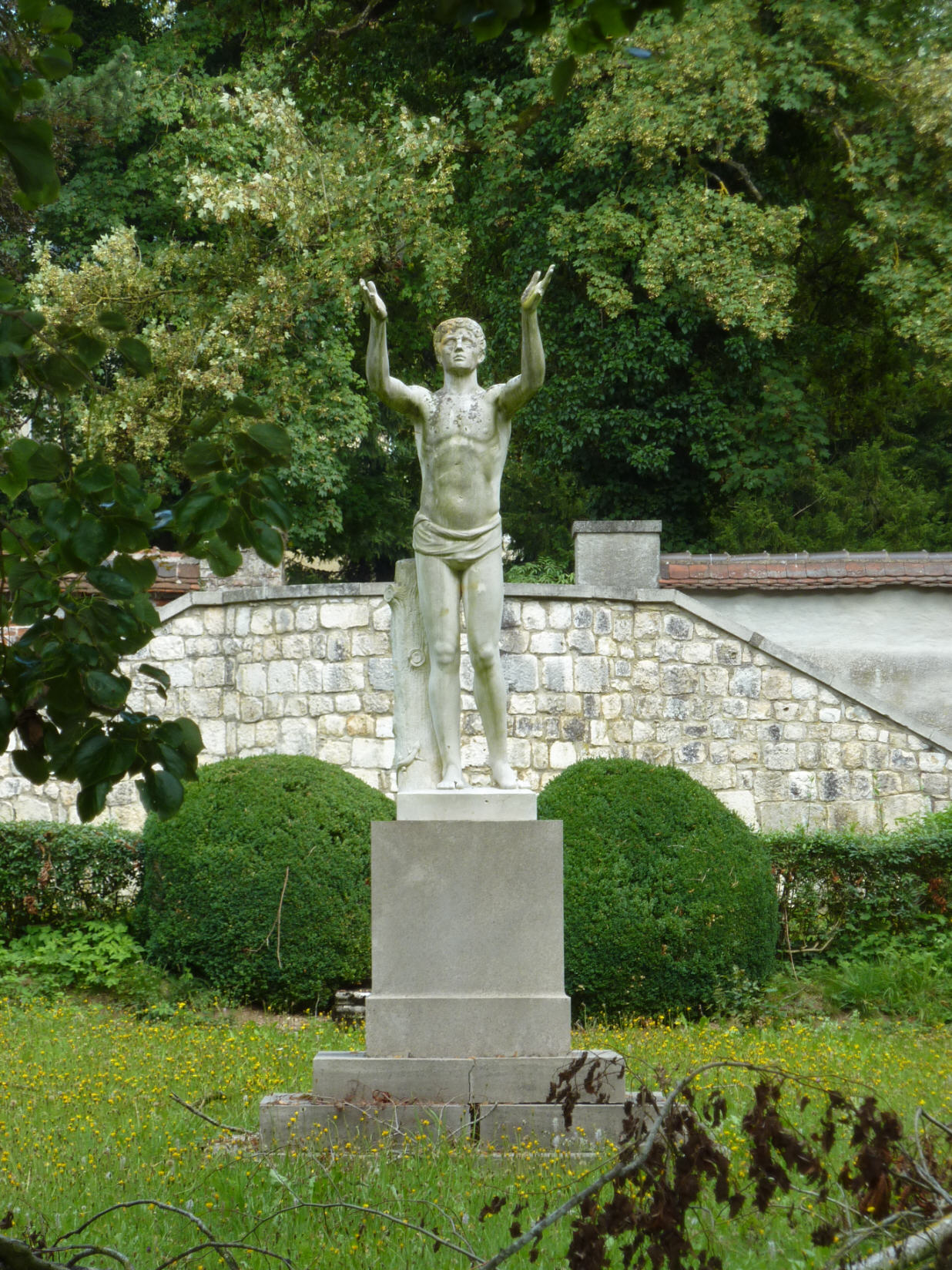
Schlosspark

Das heutige Schloss war im Mittelalter Standort der Burg Trugenhofen. Ihre Bewohner, die Herren von Trugenhofen, waren möglicherweise Ministeriale der Grafen von Dillingen, später Reichsministeriale. Die Burg ging später in den Besitz der Grafen von Oettingen, dann der Herren von Hürnheim zu Katzenstein, der Herren von Westernach, der Schenken von Castell, der Herren von Leonrod und schließlich 1734 an den zweiten Fürsten von Thurn und Taxis, Anselm Franz von Thurn und Taxis, über, der das Areal einschließlich von Markttischingen für 150.000 Gulden erwarb.
Im Laufe der Jahre ließ die fürstliche Familie die Burg zur repräsentativen Sommerresidenz erweitern. Bedeutende Baumeister ihrer Zeit wie Joseph Dossenberger (der 1769–71 im Auftrag des Fürsten auch die Dischinger Kirche St. Johannes Baptist errichtete), Johann Georg Hitzelberger und Thomas Schaidhauf erhielten Bauaufträge. Viele Baustile von Renaissance über Barock, Rokoko und Klassizismus bis Neugotik vereinigt die imposante Schlossanlage. An höchster Stelle des Areals steht das dreigeschossige Neue Schloss, ein rechteckiger satteldachgedeckter Renaissancebau mit drei querstehenden helmdachgedeckten Ecktürmen. Mehrere Gartenanlagen umgrenzen den nördlichen, westlichen und östlichen Schlossbereich.
Der vierte Fürst von Thurn und Taxis, Karl Anselm von Thurn und Taxis, verbannte nach mehreren angeblichen Attentaten auf seine Person seine erste Ehefrau, Prinzessin Auguste von Württemberg, 1776 unter strengem Hausarrest nach Schloss Trugenhofen, wenig später dann nach Heidenheim und schließlich auf die Festung Hornberg im Schwarzwald, wo sie elf Jahre später plötzlich und unter mysteriösen Umständen verstarb.
Mit königlicher Erlaubnis erfolgte 1817 die Umbenennung des Schlosses Trugenhofen in Schloss Taxis. Der fünfte Fürst, Karl Alexander von Thurn und Taxis, starb dort 1827 und seine Frau Therese zu Mecklenburg 1839.
Besonders hervorzuheben sind die Umbauten aus dem 19. Jahrhundert, welche vom Münchener Architekten Ludwig Foltz durchgeführt wurden. Dieser erbaute bereits im Auftrag des bayerischen Königs Maximilian II. die Königliche Villa in Regensburg. Ab dem Jahr 1859 modernisierte Foltz für den Erbprinzen Maximilian Anton und dessen Gemahlin Herzogin Helene in Bayern Schloss Taxis im Stil der Neogotik. Neben der Verkleidung von Gebäudefassaden wurden im Zuge der Umbaumaßnahmen auch Verbindungsgänge zwischen den Einzelgebäuden errichtet. Ebenso wurde das Alte Glashaus (1801 erstmals literarisch erwähnt) abgerissen und durch ein Gewächshaus in moderner Glas-Eisen-Konstruktion ersetzt. Dessen Eisengerüst wurde vom Schwäbischen Hüttenwerk Wasseralfingen angefertigt.
Über 250 Jahre diente das Schloss derer von Thurn und Taxis als Sommersitz. Von hier aus wurden vom Mai bis September alle Besitztümer regiert.
In unmittelbarer Nähe des Schlosses befindet sich die Fürstliche Reithalle. Diese wurde 1775 und 1776 erbaut und ist heute ein Kulturdenkmal von besonderer Bedeutung. 2011 und 2012 erfolgte eine Kernsanierung des Gebäudes.
Das Schloss ist umgeben von vielen Alleen, aus allen vier Himmelsrichtungen kommend. Im Englischen Garten führen Kastanienalleen immer zum Schloss, dagegen Lindenalleen zu den Lustbarkeiten.